# نسل (قانون)
في القانون والوصية وعلم الأنساب، يمكن أن يعني المصطلح  نسل (issue)  العديد من الأشياء:
- في الوصايا القانونية والائتمانات، فإن نسل الشخص هو ذريته أو أحفاده المباشرين. وهؤلاء يختلفون عن مصطلح الورثة، الذي يمكن أن يتضمن ذوي قربى آخرين مثل الأخ أو الأخت أو الأم أو الأب أو الجد أو العم أو العمة أو ابن الأخ أو الأخت أو بنت الأخ أو الأخت أو ابن العم.
- في قانون الشركات والمؤسسات التجارية، يمكن أن تشير كلمة إصدار (issue) إلى المجالات التي تنطوي على أوراق مالية.
- في علم الأدلة وكذلك الإجراء المدني والجنائي، هناك ما يُسمى بـ قضايا الحقيقة. وتُعْرَض قضايا الحقيقة بشكل خطابي من خلال بيانات بالوقائع والتي تُوْضَعُ كل منها قيد الاختبار: هل البيان صحيح أم خطأ؟

وفي كثير من الأحيان، تكون لدى الأطراف المختلفة بيانات حقيقة متعارضة. ثم تُعرض هذه البيانات كأسئلة بديلة ويُقدم التبرير من خلال عرض الأدلة المؤيدة أو المعارضة. ورسميًا تتبع البيانات قالب «هذا البيان صحيح وأسباب صحته تتمثل في... (أو أن هذا البيان غير صحيح وأسباب عدم صحته تتمثل في) ...».
وقائمة القضايا هي لائحة بالأسئلة التي يطالب الأطراف المحكمة بالإجابة عليها. وعادة ما يجب توفير إجابات المحكمة قبل تاريخ مقبول قانونًا ويتعين على المحكمة تقديم سبب عندما تقرر عدم الإجابة على أي من الأسئلة. ولا يقدم المدعون والمدعى عليهم في بعض الأحيان قضاياهم وفقًا لهذه الإجراءات القانونية ويقع على عاتق المحكمة مسؤولية استنتاج بيانات الحقيقة المحتملة وافتراض ما هو بحاجة إلى إجابات قانونية.
ويستند الدفاع الجيد جزئيًا إلى جودة الخطاب المستخدم في عرض بيان الحقيقة الذي يحدد القضايا.